# Liste des maires de Challes-les-Eaux
La liste des maires de Challes-les-Eaux présente la liste des maires de la commune française de Challes-les-Eaux, situé dans le département de la Savoie en région Auvergne-Rhône-Alpes.
Depuis décembre 2018, le poste est occupé par Josette Remy. Ancienne première adjointe de Daniel Grosjean, qui était maire depuis 1992, elle devient la première femme à occuper cette fonction dans la cité à la suite de la démission de ce dernier fin novembre 2018.

## Histoire
Avant l'invasion des troupes révolutionnaires françaises en 1792, la commune de Challes-les-Eaux, alors appelée Triviers, était dirigée par le premier syndic et son conseil. Cette annexion du duché de Savoie voit se mettre en place l'administration française dont la fonction de maire. À la suite de la Restauration des États de Savoie en 1815, Triviers retrouve le système de gestion sarde jusqu'à l'Annexion de la Savoie à la France, à la suite du traité de Turin de 1860. Lors du plébiscite approuvant cet accord, les Challésiens se prononcent par 152 voix « oui » et 0 voix « non » en faveur de cette réunion. L'Annexion est votée à une très large majorité dans l'ensemble du duché (99,8 % des exprimés). Cet événement est marqué par une visite officielle de ces nouveaux territoires par l'empereur Napoléon III. Le premier maire à partir de 1860 est Charles Pillet.

## Liste des maires

### Depuis 1860
| Période                                  | Période                    | Identité                      | Étiquette       | Qualité |
| ---------------------------------------- | -------------------------- | ----------------------------- | --------------- | --- |
| 1860                                     | 1888                       | Charles Pillet (1835-1916)    |                 | Régisseur |
| 1888                                     | 1892                       | Antoine Dumollard             |                 | Cultivateur |
| 1892                                     | 1896                       | Jean Baptiste Nicoud          |                 | Juriste |
| 1896                                     | 1904                       | Paul Raugé                    |                 | Médecin |
| 1904                                     | 1908                       | Charles Duisit (1867-1920)    |                 | Cultivateur |
| 1908                                     | 1929                       | Claudius Perrotin (1867-1954) |                 | Cafetier |
| 1929                                     | 1935                       | Louis Dumollard (1863-1948)   |                 | Facteur |
| 1935                                     | 1941                       | Robert Milan                  |                 | Avoué |
| 1941                                     | 1942 (démission)           | Antoine Baccard (1881-1967)   |                 | Entrepreneur battage                                                                                                  |
| 1942                                     | 1944                       | Claudius Perrotin (1867-1954) |                 | Cafetier à la retraite                                                                                                |
| 1944                                     | mars 1965                  | Marcel Fournier (1896-1979)   |                 | Architecte Réélu en 1953 et 1959                                                                                      |
| mars 1965                                | mars 1977                  | Roger Dumollard (1927-2015)   | PS              | Professeur, fondateur de Challes-les-Eaux Basket et Connaissance de Challes-les-Eaux et de ses environs Réélu en 1971 |
| mars 1977                                | 1992 (démission)           | Michel Maurin (1927-2011)     | RPR             | Cadre commercial Président du SIAC (1983 → 1995) Réélu en 1983 et 1989                                                |
| 1992                                     | Novembre 2018 (démission), | Daniel Grosjean (1937- 2021)  | RPR puis UMP-LR | Électricien retraité Conseiller délégué de Grand Chambéry Réélu en 1995, 2001, 2008 et 2014                           |
| Décembre 2018                            | En cours                   | Josette Remy                  | DVD             | Fonctionnaire Maire par intérim (11/2018), première adjointe Première femme maire de la commune                       |
| Les données manquantes sont à compléter. |                            |                               |                 | |

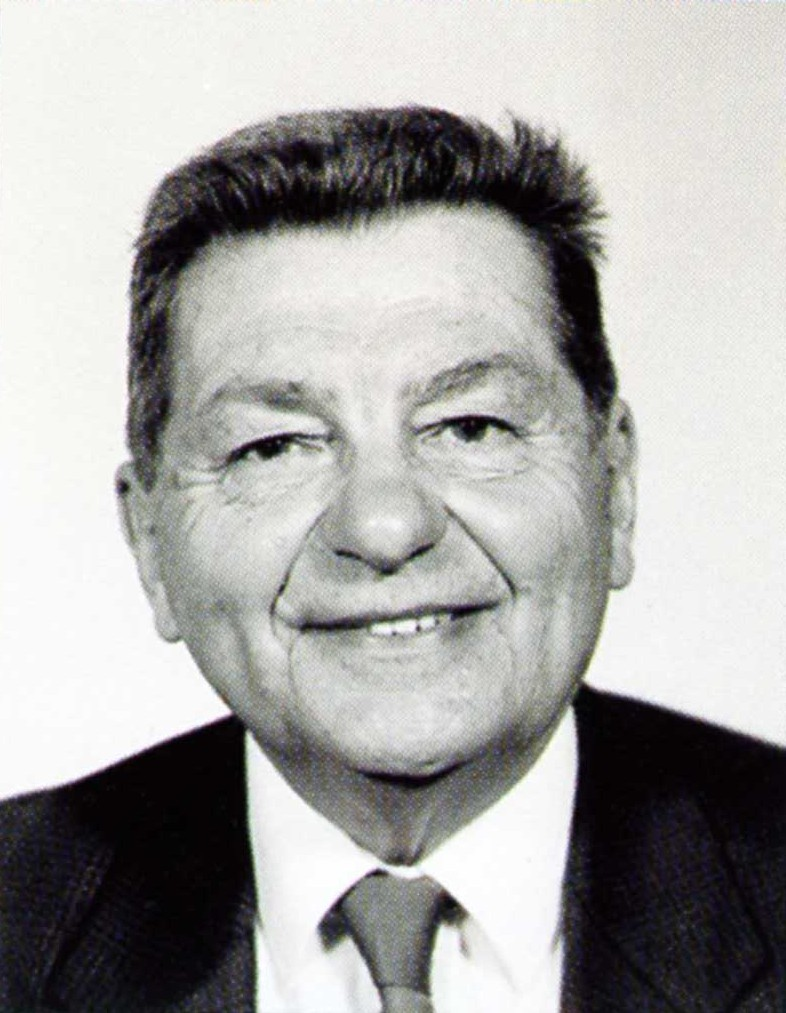
Michel Maurin, maire de 1977 à 1992
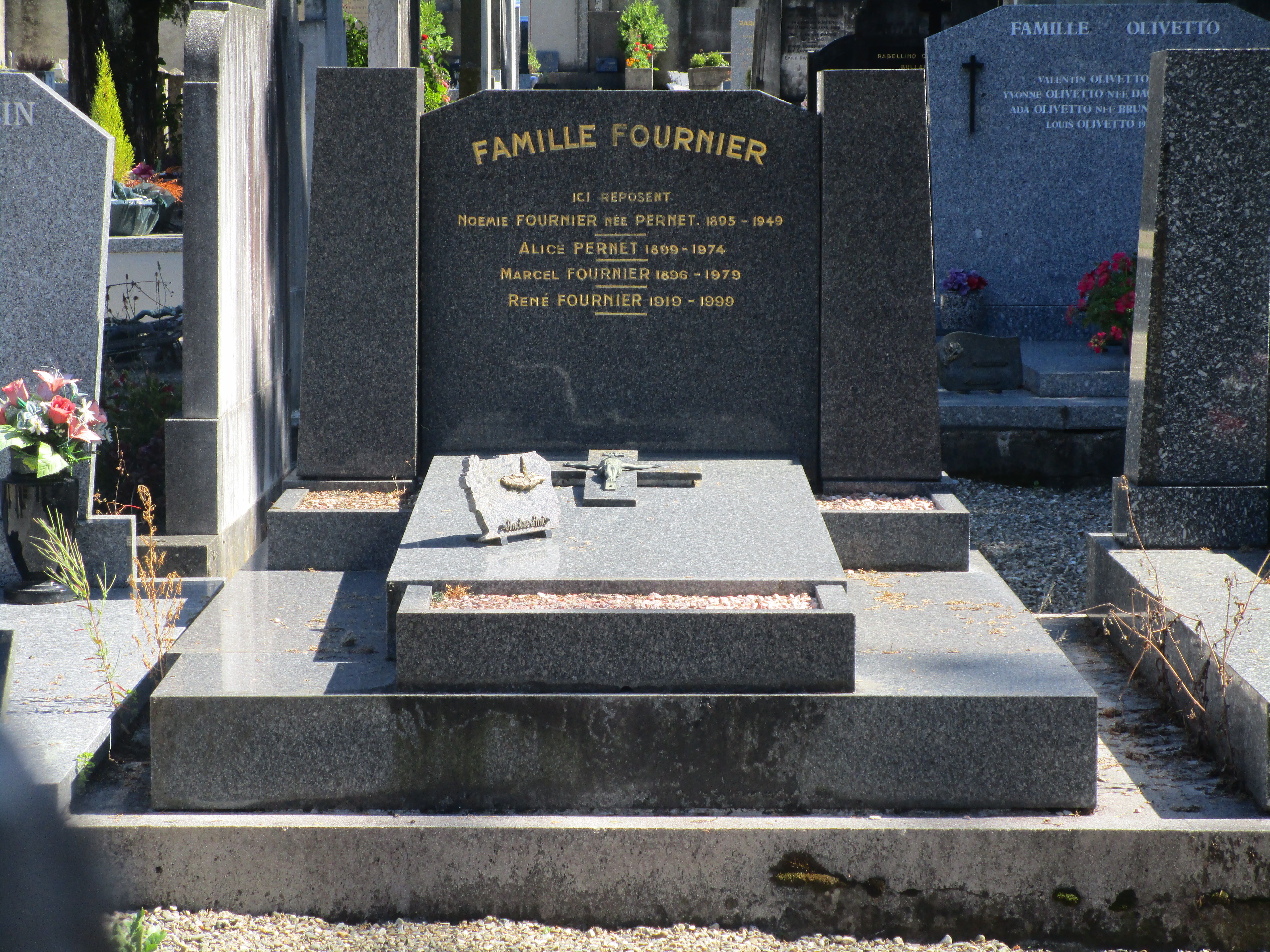
La tombe de Marcel Fournier, maire de 1944 à 1965
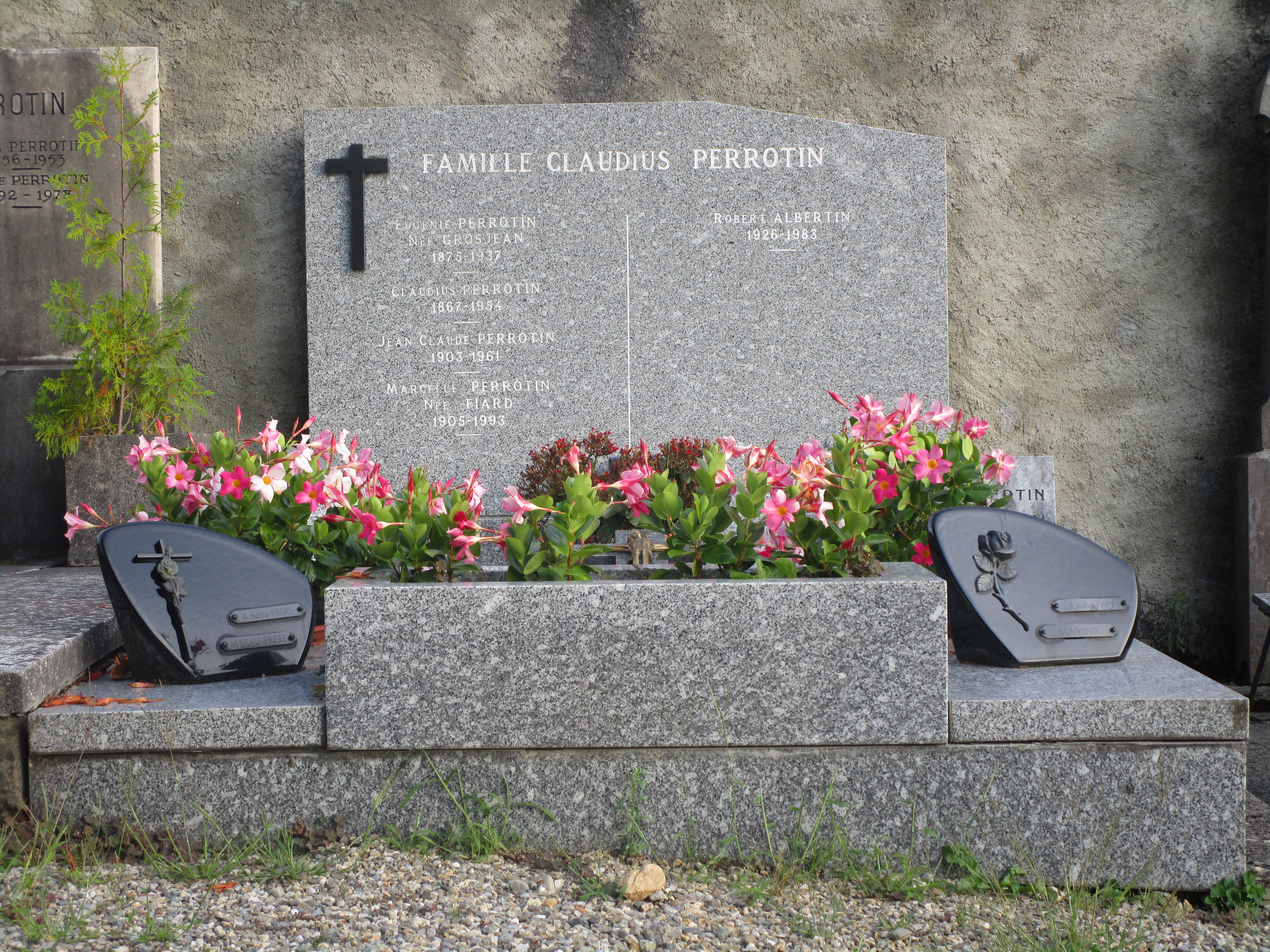
La tombe de Claudius Perrotin, maire de 1908 à 1929 et de 1942 à 1944
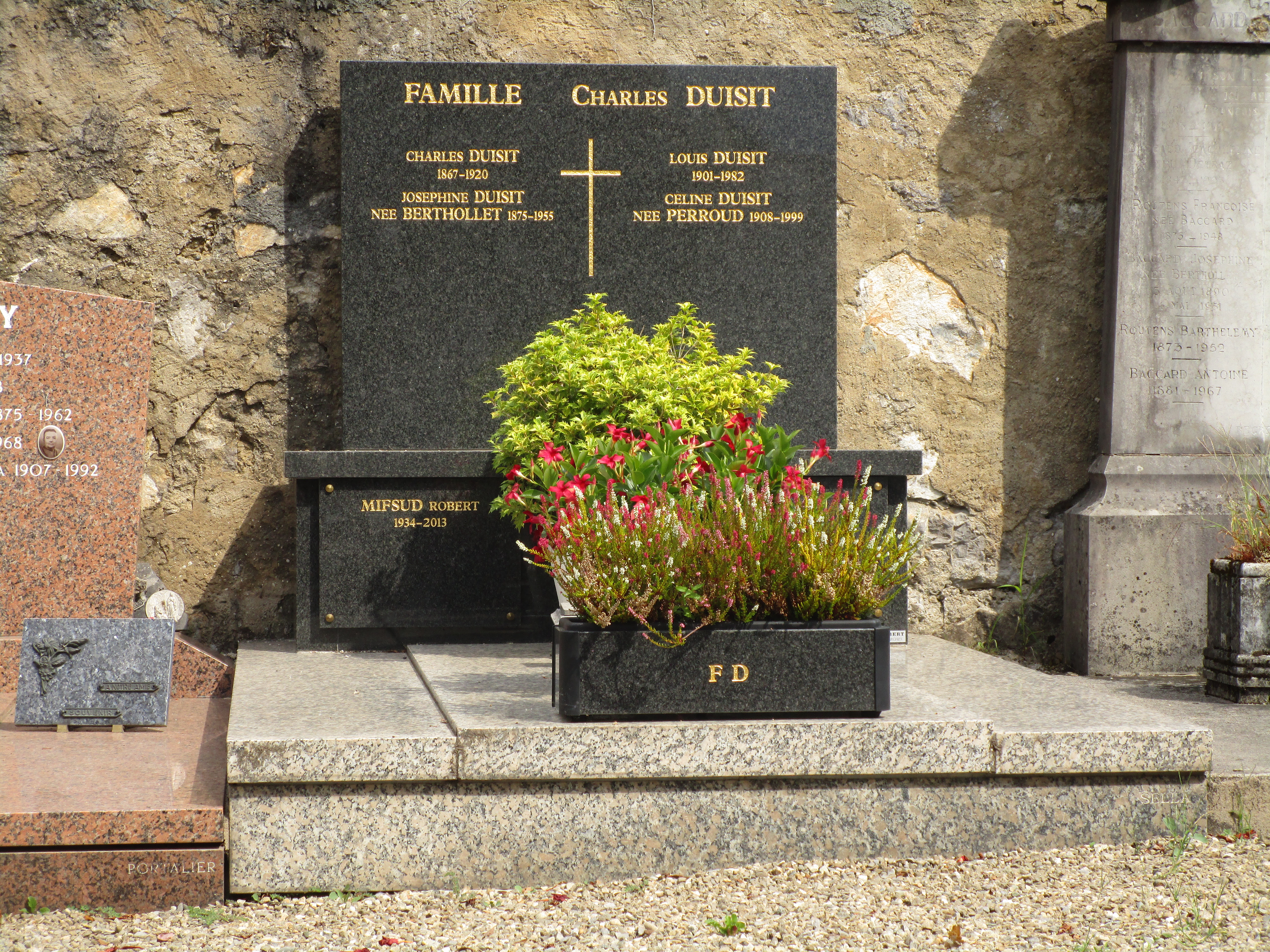
La tombe de Charles Duisit, maire de 1904 à 1908
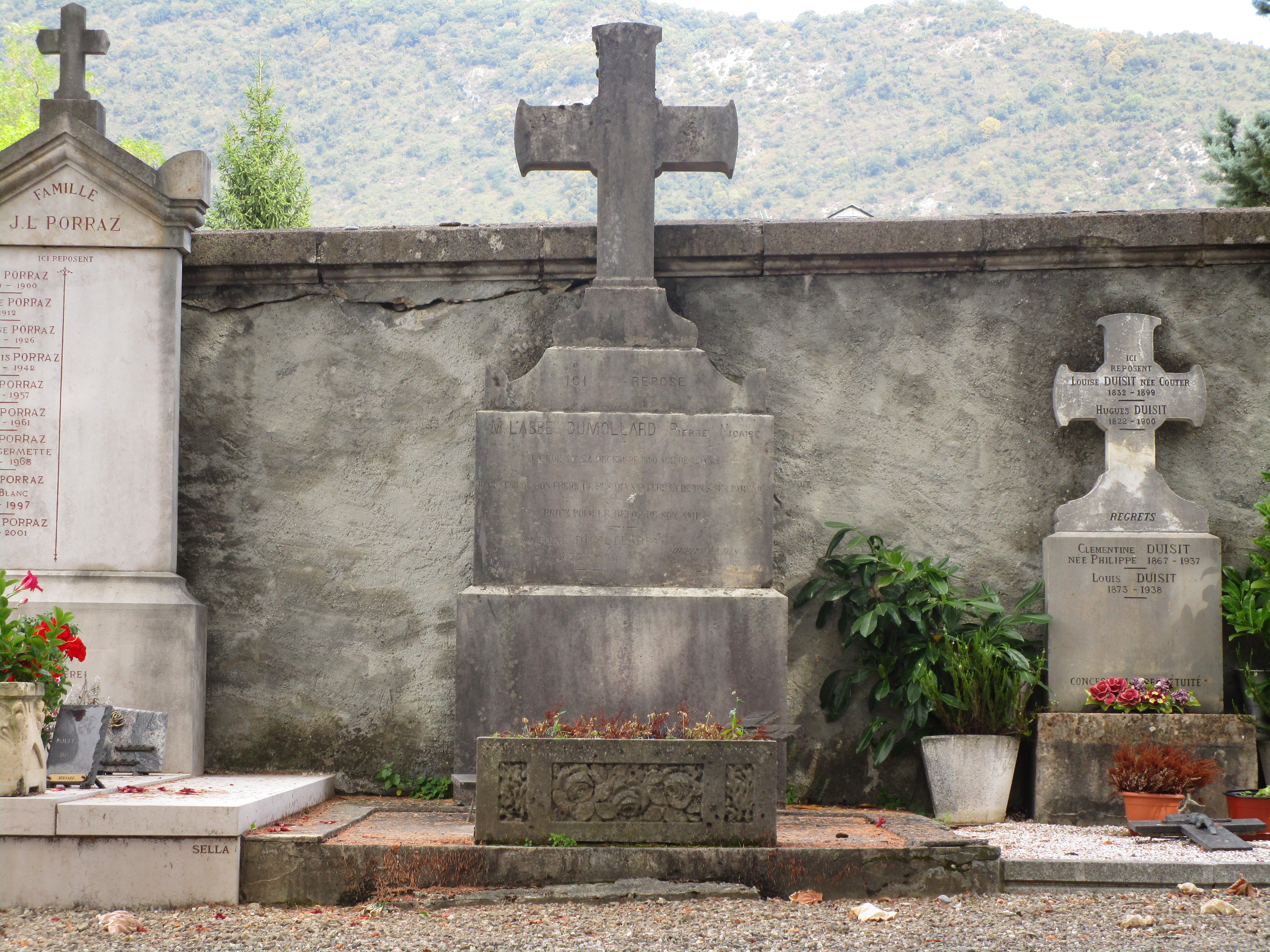
La tombe d’Antoine Dumollard, maire de 1888 à 1892
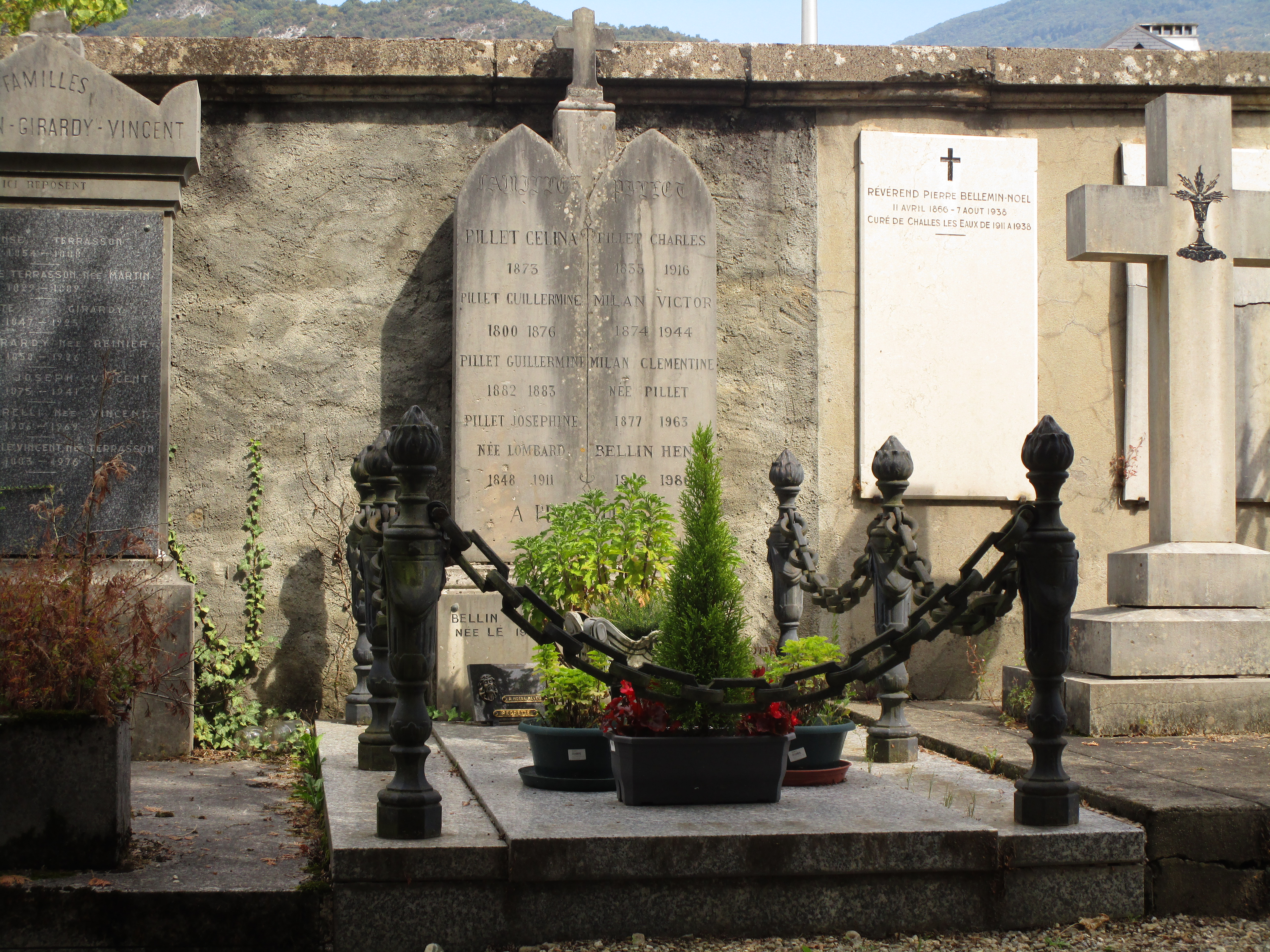
La tombe de Charles Pillet, maire de 1860 à 1888

### Entre 1794 et 1815
| Période | Période | Identité         | Étiquette | Qualité                                 |
| ------- | ------- | ---------------- | --------- | --------------------------------------- |
| 1812    | 1814    | François Ract    |           | Procureur                               |
| 1810    | 1812    | Jacques Perrotin |           | Fermier                                 |
| 1803    | 1810    | Pierre Porraz    |           | Cultivateur                             |
| 1793    | 1803    | Sieur Borrely    |           | Démissionne avant la fin de son mandat. |
| 1792    | 1793    | Pierre Porraz    |           | Cultivateur                             |

## Liste des syndics
Entre 1815 et 1860, la commune de Triviers dépend du Royaume de Piémont-Sardaigne et est supervisée par un syndic.
| Période | Période | Identité          | Étiquette | Qualité                                                              |
| ------- | ------- | ----------------- | --------- | -------------------------------------------------------------------- |
| 1859    | 1860    | Pierre Besson     |           | Architecte                                                           |
| 1852    | 1859    | Jacques Barlet    |           | Menuisier. Meurt avant la fin de son mandat.                         |
| 1851    | 1852    | Louis Domenget    |           | (1790-1867). Médecin. Démissionne avant la fin de son mandat.        |
| 1845    | 1851    | Hugues Duisit     |           | (1822-1900). Cultivateur                                             |
| 1841    | 1845    | Louis Domenget    |           | (1790-1867). Médecin. Démissionne avant la fin de son mandat.        |
| 1840    | 1841    | Jean Vanny        |           | Entrepreneur. Assure l’intérim pendant la maladie de Louis Domenget. |
| 1833    | 1840    | Louis Domenget    |           | (1790-1867). Médecin. Démissionne avant la fin de son mandat.        |
| 1831    | 1833    | Maurice Michellon |           | Procureur                                                            |
| 1822    | 1831    | Jacques Perrotin  |           | Fermier                                                              |
| 1816    | 1822    | Georges Duisit    |           | Cultivateur                                                          |
| 1814    | 1816    | Maurice Michellon |           | Procureur                                                            |

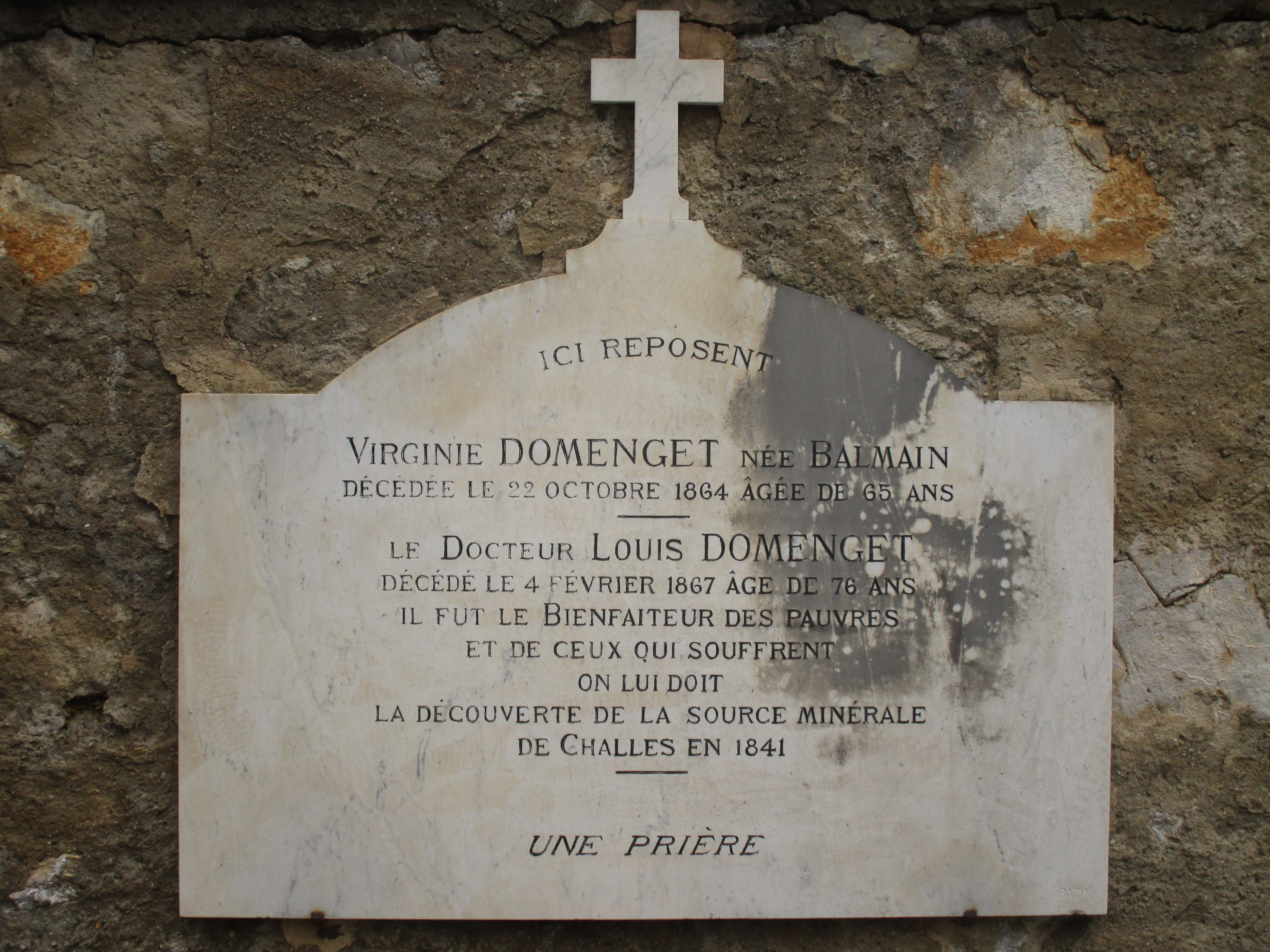
La tombe de Louis Domenget, syndic de 1833 à 1840, 1841 à 1845 et 1851 à 1852.
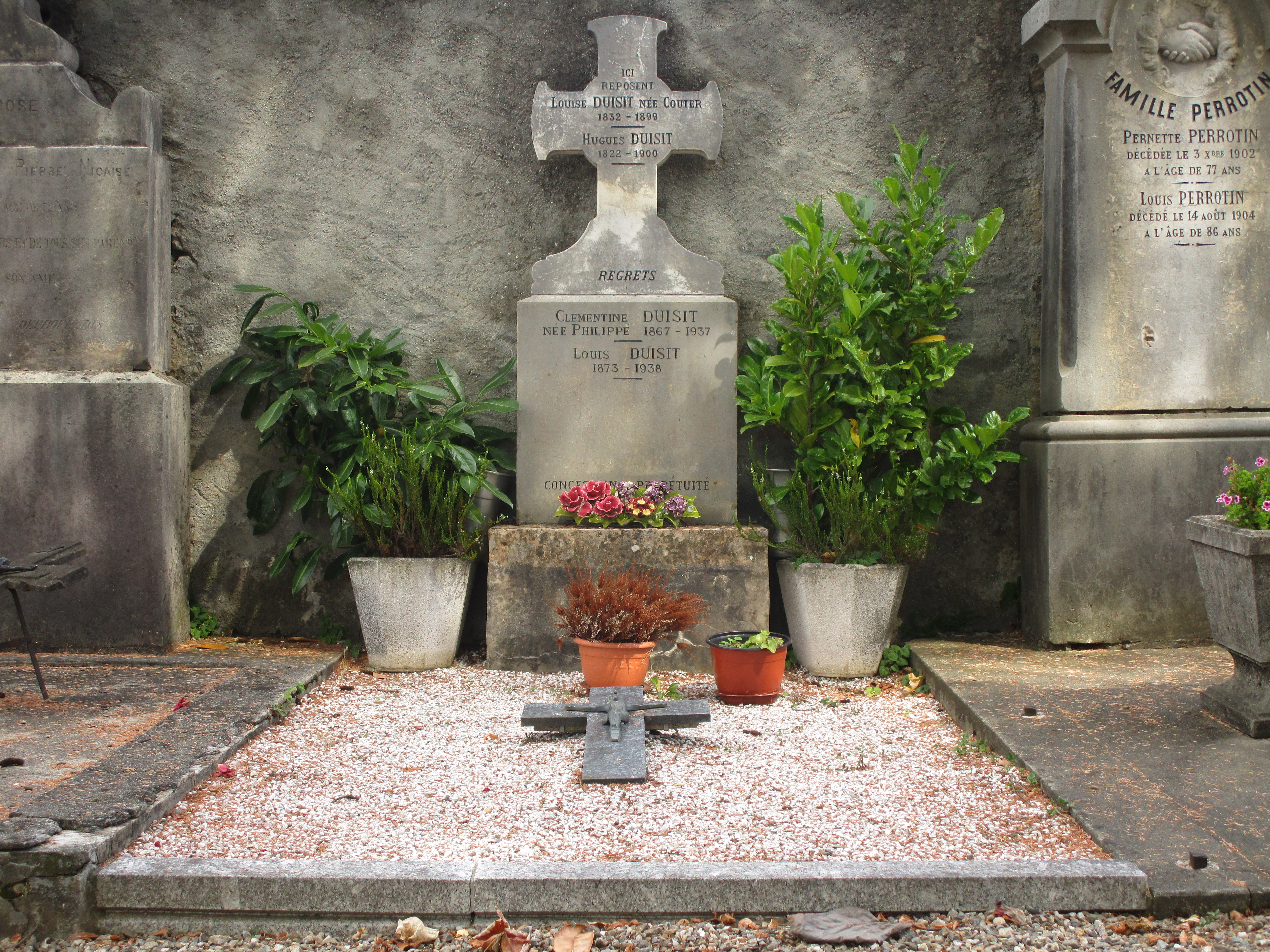
La tombe de Hugues Duisit, syndic de 1845 à 1851.

## L’hôtel de ville de Challes-les-Eaux

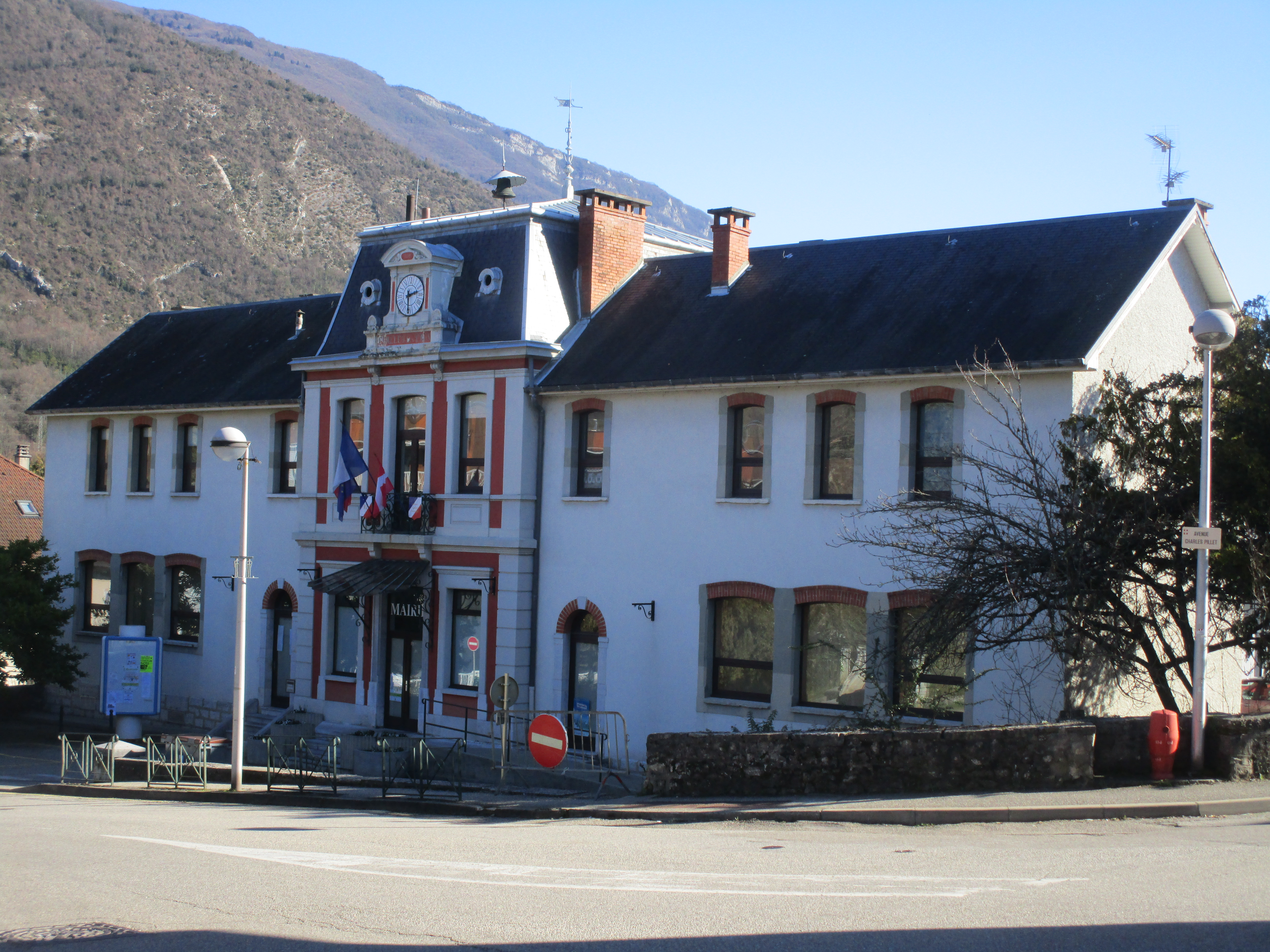
La façade de l’hôtel de ville de Challes-les-Eaux.

L’hôtel de ville de Challes-les-Eaux est construit en 1888 en haut de l’Avenue Charles Pillet. À l’origine, le bâtiment comprend aussi les écoles communales, qui sont déplacées en face de la mairie en 1957.

## Anecdotes

### Mandats les plus longs
- Charles Pillet, maire pendant 28 ans (1860-1888).
- Daniel Grosjean, maire pendant 26 ans (1992-2018).
- Claudius Perrotin, maire pendant 23 ans (1908-1929 puis 1942-1944).
- Marcel Fournier, maire pendant 21 ans (1944-1965).

### Mandats les plus courts
- Jean Vanny, Pierre Besson et Antoine Baccard, maires pendant 1 an (respectivement 1840-1841, 1859-1860 et 1941-1942).
- François Ract, maire pendant 2 ans (1812-1814).

### Décès en cours de mandat
- Jacques Barlet, en 1859.

### Odonymie
Plusieurs bâtiments ou voies publiques de Challes-les-Eaux ont reçu le nom de l’un des maires de la commune :
- L’avenue Charles Pillet.
- L’avenue Louis Domenget.
- L’immeuble « Ilôt Fournier », situé en face de la mairie, en mémoire de Marcel Fournier.
- La place Louis Dumollard.
- La rue Claudius Perrotin.
- La rue du Docteur Raugé, en mémoire de Paul Raugé.

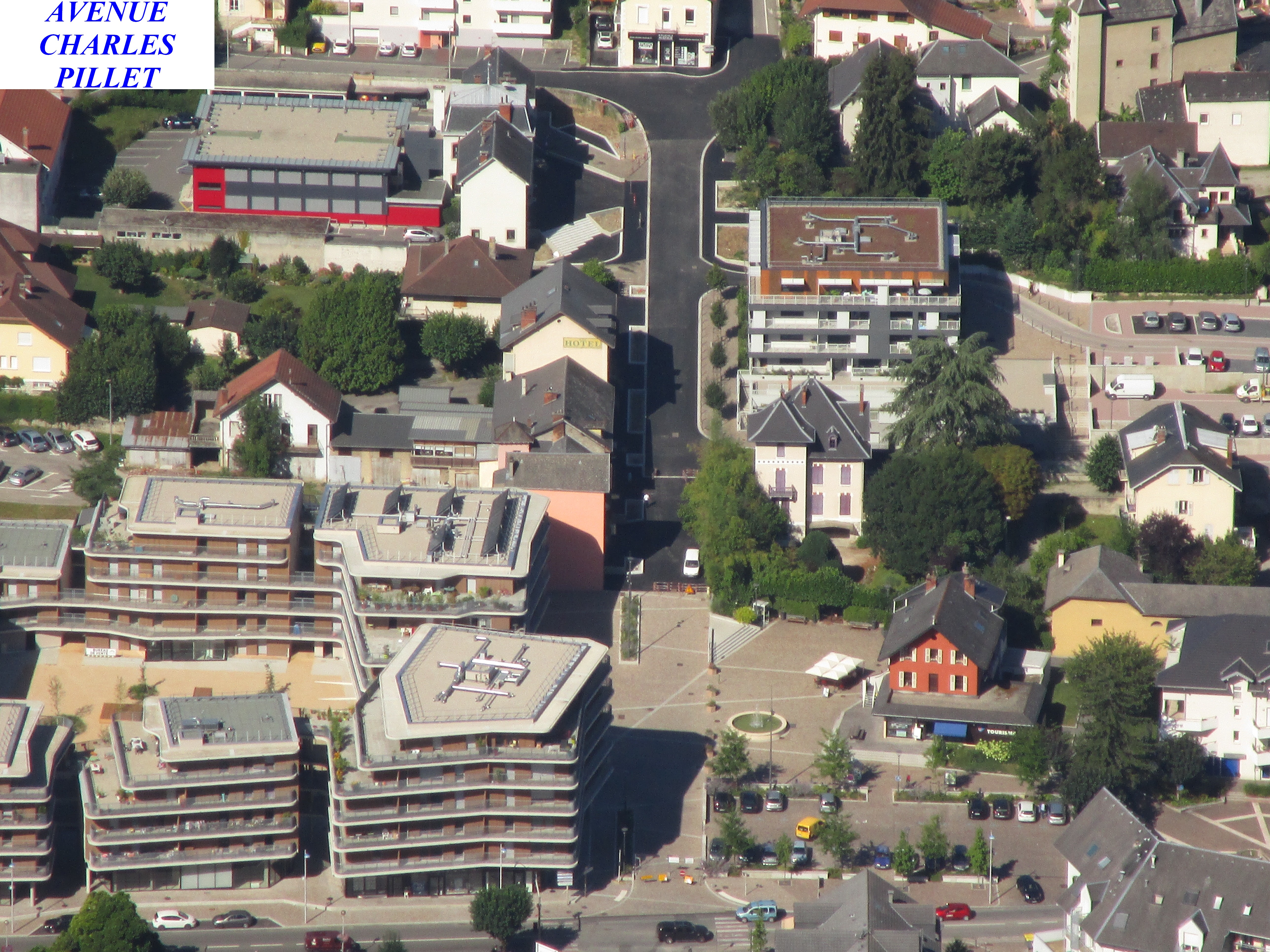
L’Avenue Charles Pillet, située devant la mairie.
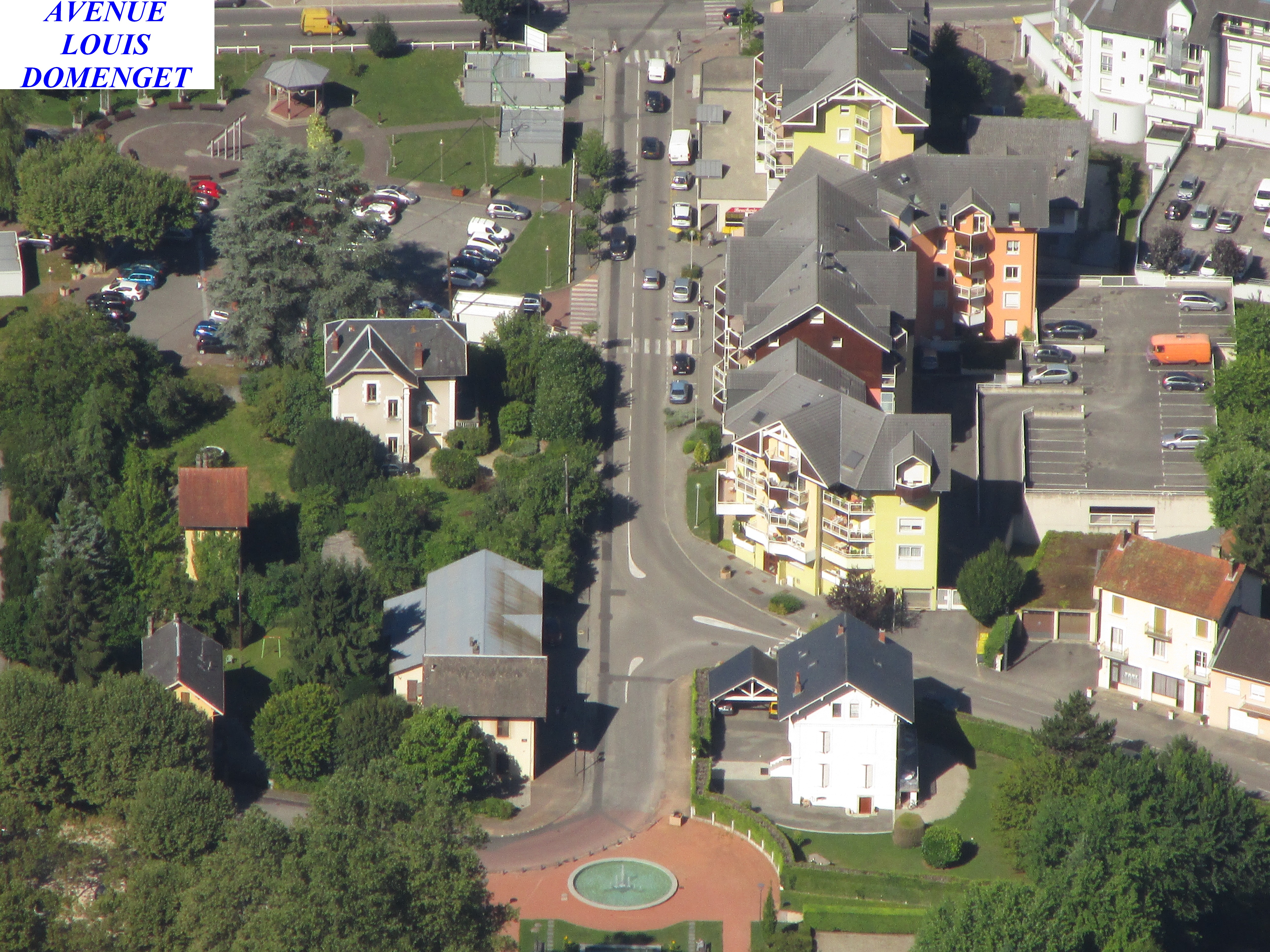
L’Avenue Louis Domenget, située devant le casino.
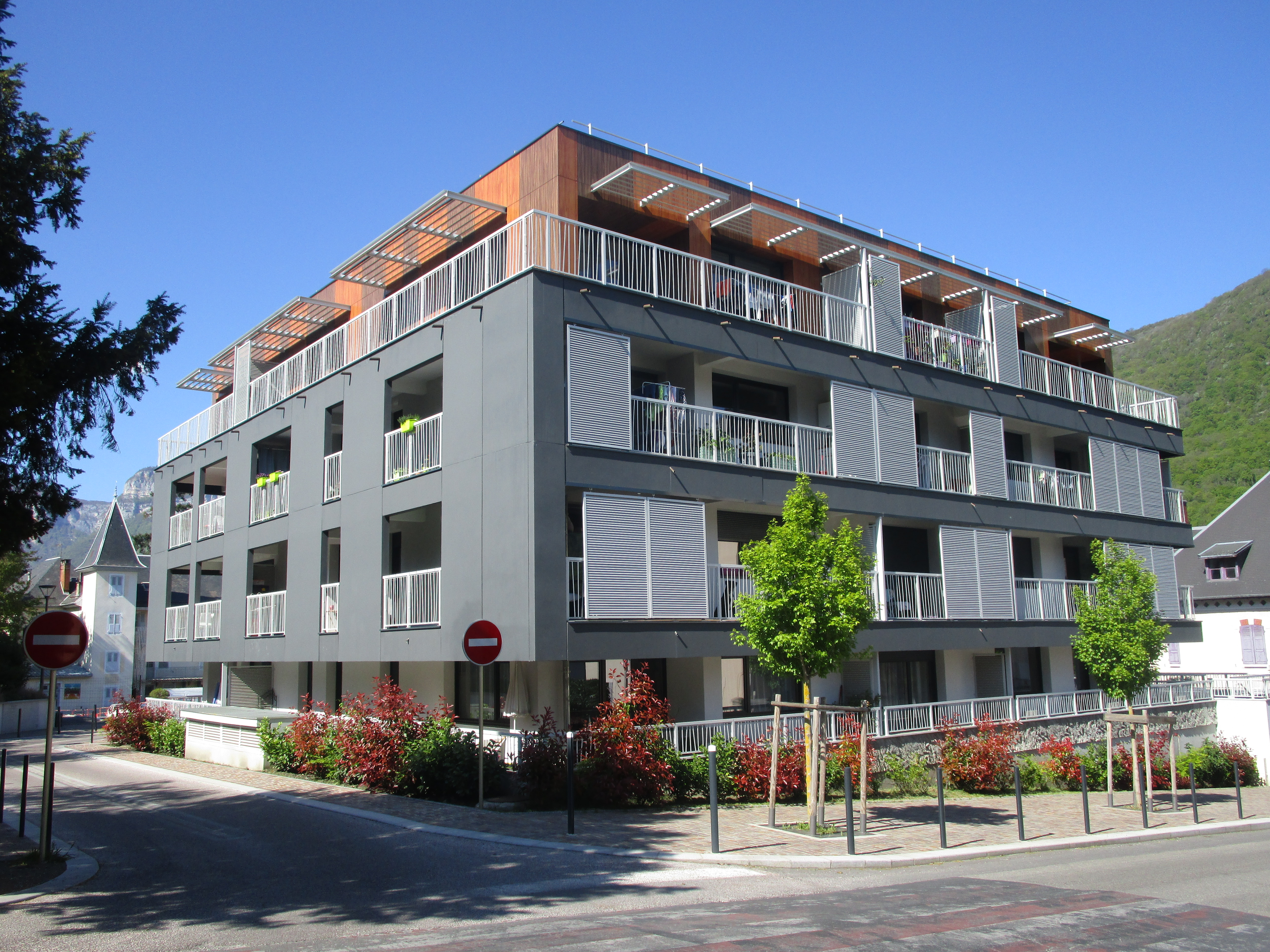
L’Ilôt (Marcel) Fournier, situé en face à la mairie.
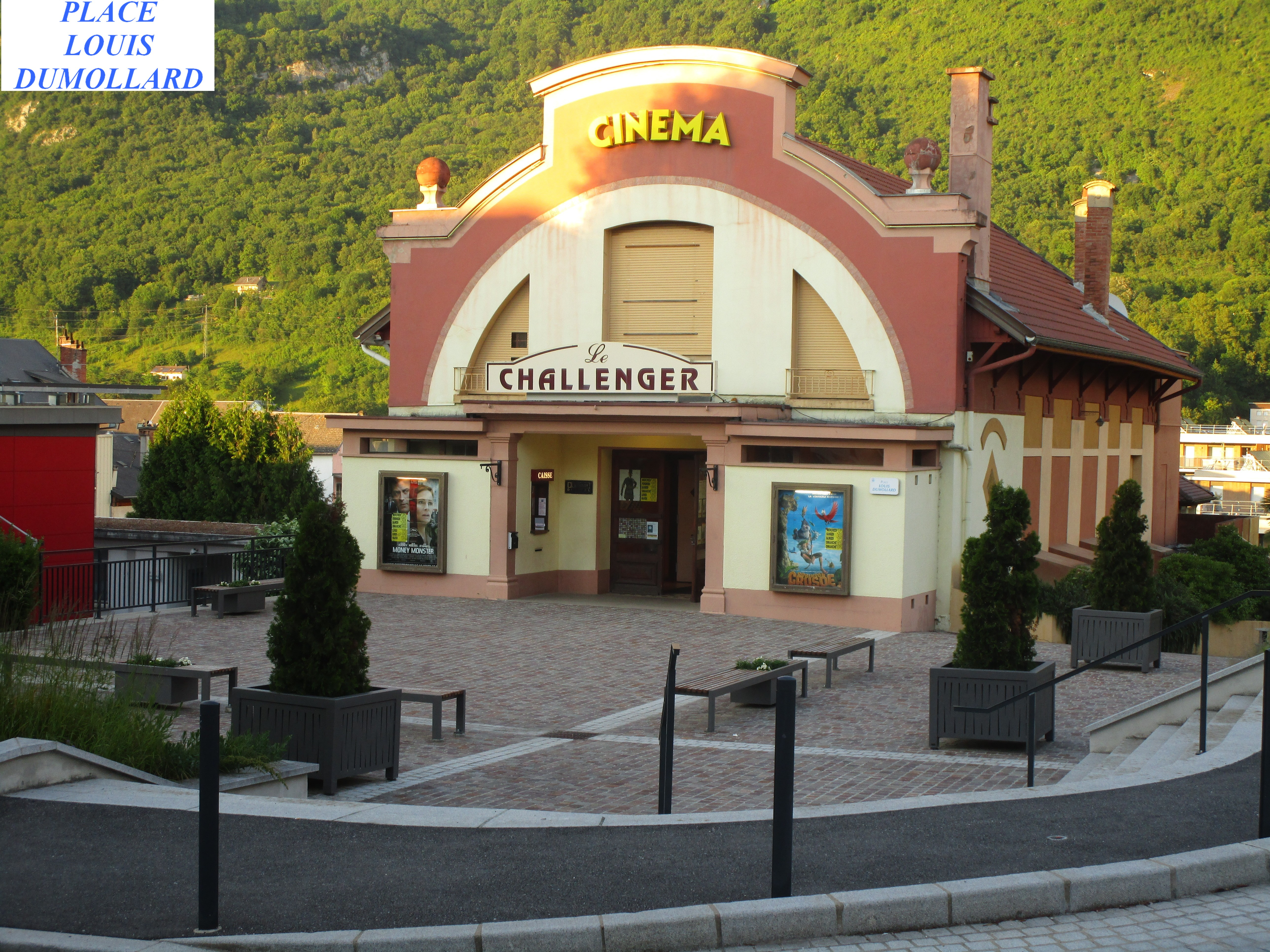
La Place Louis Dumollard, située devant le cinéma.
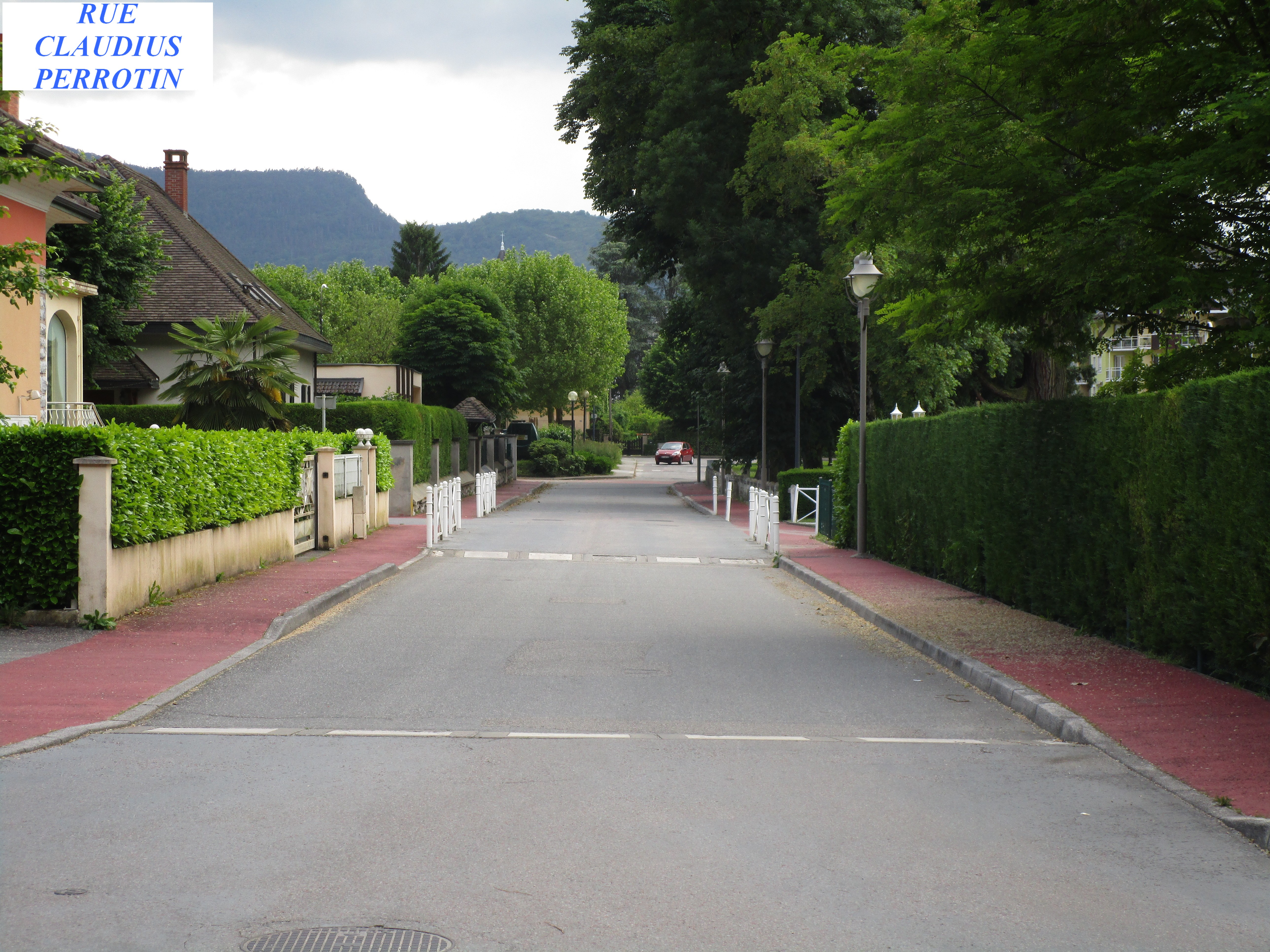
La Rue Claudius Perrotin, située à côté du casino.
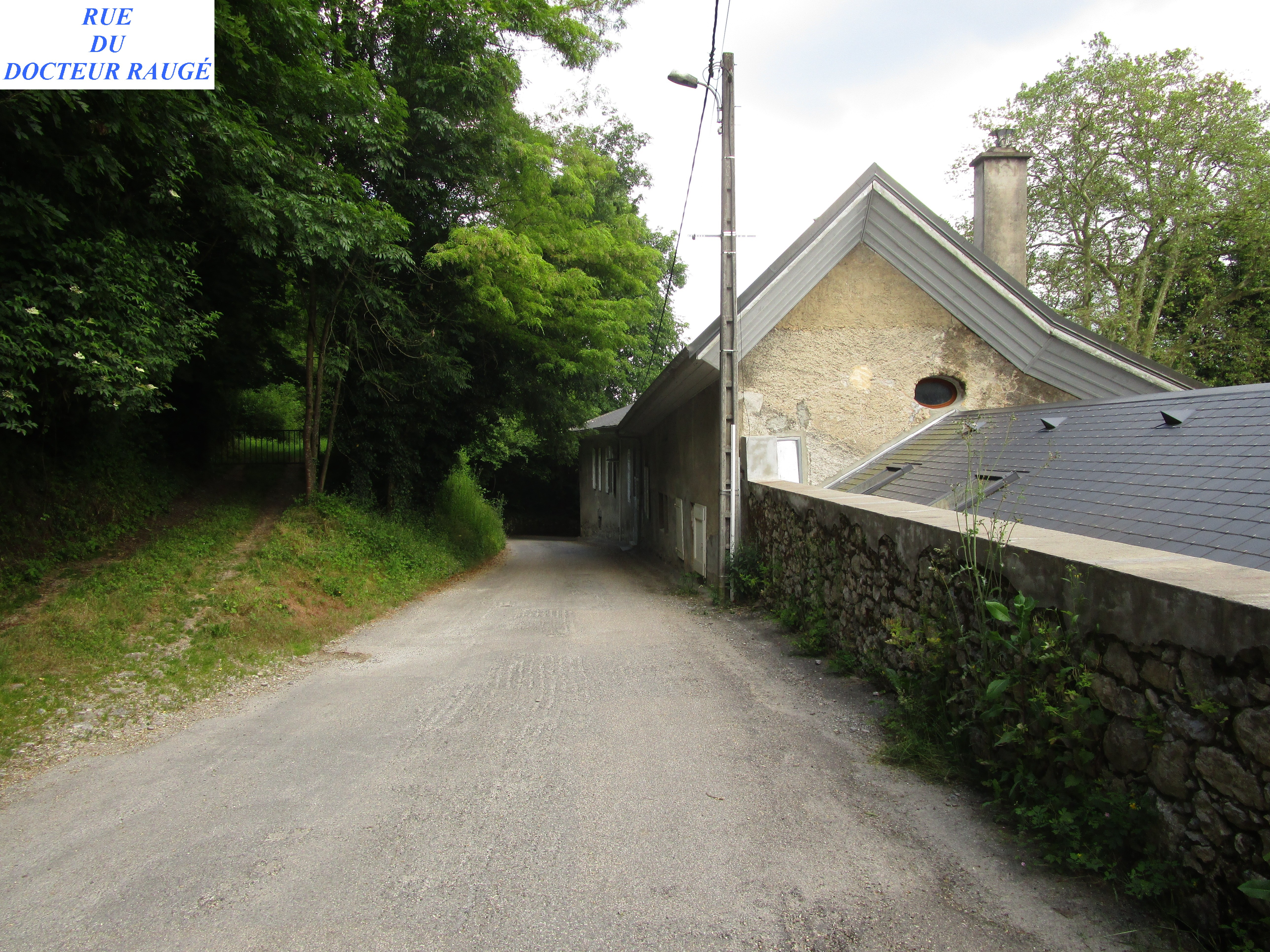
La Rue du docteur (Paul) Raugé, située derrière le château de Triviers.

## Résultats des élections municipales à Challes-les-Eaux

### Élection municipale premier tour 2001
- Liste divers droite : Daniel Grosjean 66.02 % Élu
- Liste de gauche : Maurice Meunier 41,06 % Battu

### Élection municipale premier tour 2008
- Liste d’Union de la Droite et du Centre : Daniel Grosjean 63,60 % Élu
- Liste d’Union de la gauche : Maurice Meunier 36,40 % Battu

### Élection municipale premier tour 2014
- Liste divers droite : Daniel Grosjean 56.27 % Élu
- Liste divers : Jean-Claude Clanet 43.72 % Battu

### Élection municipale premier tour 2020
- Liste divers centre : Josette Rémy 100.00 % Élu